# Нортумбрия
Королевство Нортумбрия (др.-англ. Norþanhymbra Rīċe; лат. Regnum Northanhymbrorum) — одно из семи королевств так называемой англосаксонской гептархии, которое возникло на севере Британии.
Нортумбрия — это англосаксонское государство, образовавшееся в результате объединения в 655 году Берниции и Дейры. После объединения оно просуществовало вплоть до 867 года, когда было захвачено викингами.

## История

### Этимология и территория
Нортумбрия (англ. Northumbria) от устаревшего англ. Northumber (др.-англ. Norðhymbre) — обозначение человека, живущего к северу от Хамбера.
Королевства Берниция (др.-англ. Bernice) и Дейра (др.-англ. Derenrice). Первое из них занимало графство Нортамберленд и временами простиралось до залива Ферт-оф-Форт. Королевство Дейра находилось на территории графства Йоркшир.

### Предыстория. Берниция и Дейра
На территории, где в 655 году возникло королевство Нортумбрия, раньше находилось два англосаксонских королевства, Берниция и Дейра, которые образовались в результате завоевания англосаксами бриттских областей Бринейх и Дейфир. Бринейх в 547 году захватил Ида и переименовал его в Берницию, а Дейфир в 559 году подчинил себе Элла, назвав его Дейрой. Новоиспечённые королевства постоянно враждовали с соседними бриттскими государствами, пытаясь захватить господствующее положение на территории Древнего Севера.
У Иды было многочисленное потомство, которое впоследствии пыталось приумножить территорию доставшегося от отца в наследство королевства, однако постоянно наталкивалось на ожесточённое сопротивление со стороны бриттов, которые не желали уступать исконно свои земли иностранным захватчикам. В 586 году положение англосаксов оказалось совсем критическим, так как против Хуссы выступили объединённые войска бриттов под предводительством Уриена, которые сначала напали на Берницию, а затем осадили и захватили Бамборо, вытеснив англосаксов с побережья и почти полностью уничтожив их власть в регионе. Однако, в результате предательства правителя Гододина Морканта при осаде Линдисфарна, между бриттами разгорелась череда междоусобных войн, после чего англосаксам в течение короткого промежутка времени удалось отвоевать утраченные территории.
В отличие от Иды у Эллы была только одна дочь Аха и один сын Эдвин, который к моменту смерти своего отца был трёхлетним младенцем. Поэтому после смерти Эллы его преемником стал его младший брат Этельрик (Эльфрик), который постоянно находился под угрозой свержения и имел лишь номинальную власть.

### Первые короли объединённого королевства

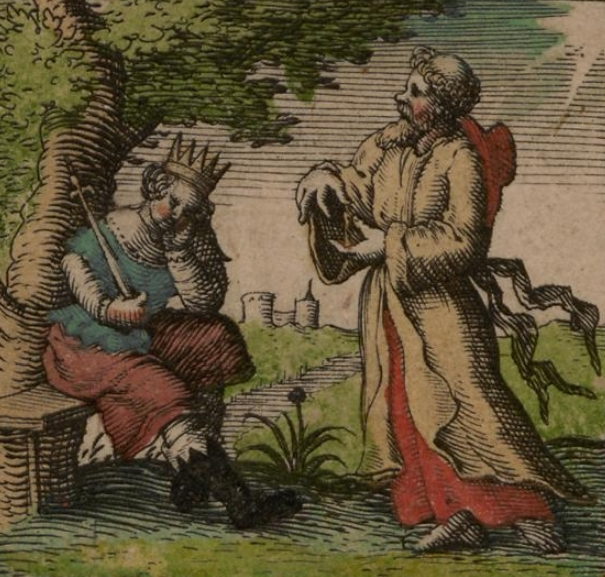
Король Эдвин и святой Паулин. Иллюстрация Джона Спида (1611 год)

После смерти Хуссы в 593 году престол Берниции унаследовал его племянник, сын Этельрика Этельфрит, первой женой которого была Бебба, в честь которой столица Берниции была переименована в Беббанбург. Этельфрит был очень деятельным и предприимчивым правителем, при котором Берниция постоянно ввязывалась во всевозможные вооружённые конфликты, к тому же не всегда выходила из них победителем. Однако эта тактика привела его в конечном итоге к захвату Дейры, когда он в 604 году свергнул с престола брата Эллы Этельрика. Для того, чтобы узаконить свою власть над Дейрой, он женился на дочери Эллы Ахе. Захватив соседнее государство, Этельфрит стал первым правителем объединённого королевства, которое впоследствии стало называться Нортумбрия, тем самым он приобрёл титул самого могущественного короля Северной Англии, однако при всём этом обе провинции нового образования в то время постоянно враждовали между собой, выказывая этим своё нежелание к слиянию. Законный наследник Дейры Эдвин Святой, сын Эллы, находился в это время в изгнании, куда был отправлен ещё при своём дяде Этельрике. Для того, чтобы устранить своего соперника, Этельфрит приложил огромные усилия, постоянно принимая активное участие в боевых действиях, направленных против тех королевств, где скрывался Эдвин.

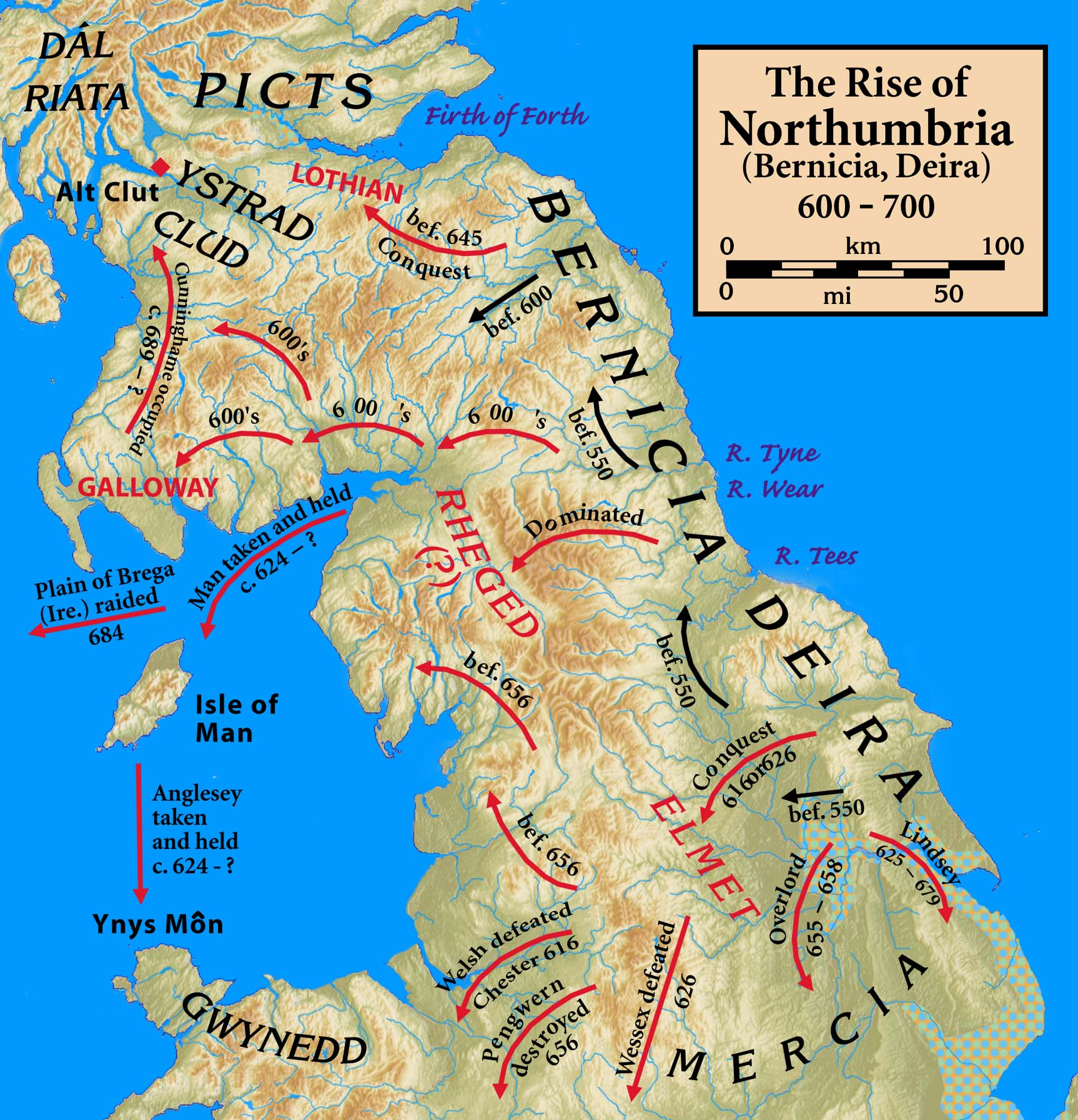
Экспансия правителей Нортумбрии в VII веке

Наконец, в 616 году Этельфрит был разбит в битве у реки Идл королём Восточной Англии Редвальдом, у которого нашёл свой последний приют сын Эллы. Эта победа позволила Эдвину стать правителем объединённого королевства Берниции и Дейры, так как Редвальд не стал предъявлять претензии ни на одно из них. Получив престол Нортумбрии, Эдвин со временем подчинил своей власти бо́льшую часть современной Северной Англии, а после смерти Редвальда стал самым могущественным англосаксонским монархом и был признан бретвальдой всей англосаксонской Британии. Однако его могущество не имело прочной основы, так как опиралось лишь на личные связи Эдвина с королями южных англосаксонских государств и после его смерти сразу распалось. В 633 году против него выступил король бриттов Гвинеда Кадваллон, который пытался вернуть земли, утраченные в правление Этельфрита. В союзе с королём Мерсии Пендой Кадваллон напал на королевство Эдвина, после чего 12 октября того же года противники сошлись в битве при Хэтфилд-Чейзе, в ходе которой Эдвин был убит вместе со своим старшим сыном Осфритом. Его младший сын Эдфрит был захвачен Пендой в качестве заложника, а некоторое время спустя был убит им.

### Окончательное объединение Берниции и Дейры. Образование Нортумбрии

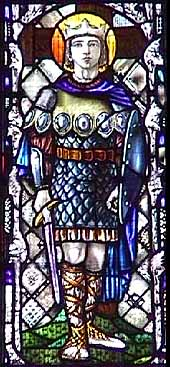
Витраж с изображением Святого Освальда в Глостерском кафедральном соборе

После смерти Эдвина объединённое королевство начало лихорадить, итогом чего стало провозглашение двух королей — Энфрита, старшего сына Этельфрита, в Берниции и Осрика, сына Этельрика, в Дейре. Правление их, правда, было коротким, так как спустя год они были убиты тем же Кадваллоном, после чего на короткое время оба королевства оказались под его властью.
В конце 634 года единокровный брат Энфрита Освальд Святой собрал хорошо обученное войско и в битве при Хэвенфельте уничтожил превосходящие силы Кадваллона, после чего объединённое королевство вновь оказалось под властью одного монарха. К тому же по матери Освальд был внуком Эдвина Святого, поэтому был связан кровными узами с обеими королевскими династиями. Его усилиями обе провинции Нортумбрии, Берниция и Дейра, которые раньше постоянно враждовали между собой, наконец, стали единым целым, позабыв старые обиды и разногласия. Почти сразу после прихода к власти Освальд позаботился о том, чтобы его подчинённые приняли христианскую веру, за что приобрёл среди своих подданных такую любовь, что после смерти его стали почитать как святого. Однако, по драматическому стечению обстоятельств, Освальд, как и его предшественник Эдвин, был убит королём Мерсии Пендой 5 августа 642 года близ Освестри в битве при Мазерфельте.
Убийство Освальда опять накалило отношения между двумя провинциями Нортумбрии, из-за чего в конце 642 года королём Берниции был избран его родной брат Освиу, а спустя некоторое время, в начале 644 года, престол Дейры занял сын Осрика и правнук Эллы Освин. Однако, он был слишком миролюбив и набожен, поэтому, когда Освиу задумал захватить его королевство, Освин вступил с ним в войну только по крайней необходимости, а во время одного из сражений вообще покинул поле боя, не желая проливать чужую кровь, после чего уехал к графу Хунвольду, которого считал своим другом. Правда последний повёл себя совсем иным образом, выдав его Освиу, который 20 августа 651 года приказал убить Освина. Однако, вопреки своим ожиданиям Освиу не получил желаемого, так как после смерти Освина на престол Дейры был возведён сын Освальда Этельвальд, который в 655 году заключил союз с Пендой и Этельхером, королём Восточной Англии, чтобы сообща напасть на Берницию. Тем не менее, перед решающей битвой, справедливо решив, что победа ни одной из сторон не принесёт ему выгоды, Этельвальд принял решение поберечь свои силы. Поэтому, когда 15 ноября оба войска сошлись на поле боя на берегу реки Винвед, король Дейры поспешил покинуть ристалище, в результате чего в объединённой армии началось замешательство, чем не преминул воспользоваться Освиу, наголову разбив союзников и убив их предводителей. Впрочем Этельвальд ненадолго пережил своих недавних единомышленников, скончавшись в конце 655 года.
Победой при Винведе Освиу окончательно объединил Берницию и Дейру в составе Нортумбрии. В 656 году Освиу позволил своему сыну Эльфриту править в Дейре в качестве короля-вассала, несмотря на то, что он воевал против отца на стороне Пенды. В 664 году, вероятно, после очередной попытки заговора против своего отца Эльфрит был смещён с этой должности, а его место занял Элдфрит. После смерти Освиу в 670 году дейряне взбунтовались против него и передали власть сводному брату Элдфрита Эгфриту, а тот в свою очередь в том же году назначил королём-вассалом Дейры своего младшего брата Эльфвине, который в то время был ещё совсем ребёнком и не имел реальной власти. В 679 году братья выступили против короля Мерсии Этельреда I. Сражение между ними состоялась на реке Трент, в котором нортумбрийцы потерпели поражение, а Эльфвине был убит в нём. После его смерти титул короля Дейры совсем исчез, и с тех пор стали упоминаться только правители Нортумбрии, которая просуществовала до середины X века, когда была окончательно завоёвана Уэссексом.
Столицей Нортумбрии стал Эофервик (римский Эборак и нынешний Йорк).

### Суб-короли Нортумбрии под властью скандинавского королевства Йорвик
В IX веке территория Нортумбрии была завоёвана вначале англосаксонским королевством Уэссекс, а затем датчанами. Около 924 года территория Нортумбрии была окончательно присоединена к Уэссексу.

## Генеалогия королей Берниции и Нортумбрии
Королевская династия Идингов (Эоппингов) была названа в честь основателя и первого правителя Берниции Иды, который стал родоначальником большой монаршей семьи, правившей сначала в Берниции, а затем в Нортумбрии. С Иды традиционно начинается цепочка династического происхождения, которая выходит за рамки простого упоминания. Первым исторически определённым королём династии, в существовании которого никто из учёных не сомневается, является Этельфрит.
По поводу происхождения Иды и его многочисленных сыновей, упоминаемых в различных исторических источниках, среди историков не утихают споры, так как их количество во всевозможных источниках указывается разное, а имена их отличаются. Учёные никак не могут прийти к общему мнению, поэтому некоторых его сыновей они считают побочными, а некоторых вообще приписывают к его внукам. К тому же отдельные источники написаны намного позднее времени правления Иды, поэтому достоверность информации, упоминаемой в них, многие историки подвергают сомнению.

### Мифическое происхождение Иды

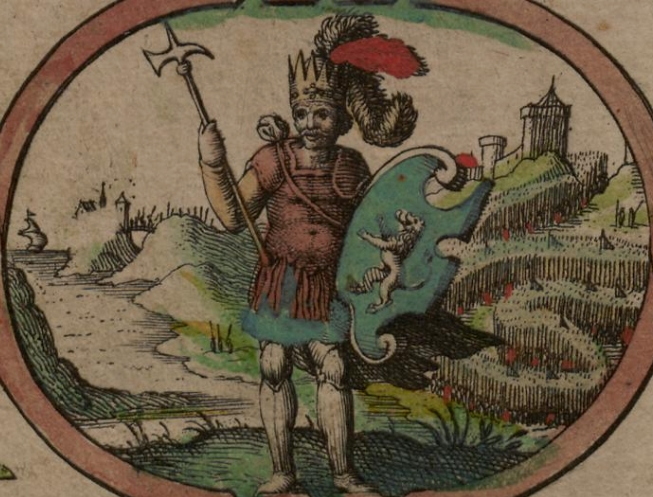
Ида Берницийский. Иллюстрация Джона Спида

Ненний в своей «Истории бриттов» (лат. Historia brittonum) возводит родословную мифических предков Иды к верховному богу англосаксов Одину:
Воден
- Белдег
  - Беорнек
    - Гехбронд (Вегбранд)
      - Ингебранд
        - Алузон
          - Ингви (Ангенгит)
            - Эдибрит (Этельберт)
              - Эса
                - Эоппа
                  - Ида

Англосаксонские хроники также возводят генеалогическое древо мифических предков Иды к Одину:
- Геата
- Годольф
- Финн
- Фритовульф
- Фритолаф
- Воден
  - Балдай
    - Бранд
      - Беннок
        - Гехбронд
          - Аллок
            - Ангенвит
              - Ингви
                - Эса
                  - Эоппа
                    - Ида

### Историческая династия
Генеалогическое дерево династии Идингов, монархи выделены жирным шрифтом:
Ида король Берниции в 547—559 годах; жена: Беарнох
- Адда король Берниции в 560—568 годах[23]
- Этельрик король Берниции в 568—572 годах (сын или внук Иды)[27]
  - Теодбальд (убит в 603 году в битве при Дегсастане)[28]
  - Этельфрит король Берниции в 593—616 годах и Дейры в 604—616 годах; 1-я жена: Бебба; 2-я жена: Аха (Ача), дочь короля Дейры Эллы
    - Энфрит король Берниции в 633—634 годах[23]; мать: Бебба; жена: N, сестра короля пиктов Нехтона II
      - Талоркан I король пиктов в 653—657 годах[29]
      - N (дочь) муж: король Стратклайда Бели I[30]
        - Бруде III король пиктов в 671—693 годах[23][30]

    - Освальд Святой король Нортумбрии в 634—642 годах; мать: Аха; 1-я жена: N (ирландка ?)[30]; 2-я жена: Кинебурга, дочь короля Уэссекса Кинегильса
      - Этельвальд король Дейры в 651—655 годах; мать: N

    - Освин[23]
    - Освиу король Берниции в 642—655 годах и Нортумбрии в 655—670 годах; мать: Аха; 1-я жена: Фина Ирландская[22], дочь Колмана Римида[30]; 2-я жена: Риммелт Регедская, дочь Ройда[31]; 3-я жена: Энфледа Дейрская, дочь Эдвина Святого
      - Элдфрит король Дейры в 664—670 годах и Нортумбрии в 685—704 годах[23]; мать: Фина Ирландская[30]; жена: Кутбурга, сестра короля Уэссекса Ине
        - Осред I король Нортумбрии в 705—716 годах
        - Оффа (ум. в 750 году)[32]
        - Осрик король Нортумбрии в 718—729 годах (неопределённый, возможно, сын Элдфрита)[33]
        - Осана святая

      - Эльфледа мать: Фина Ирландская; муж: король Мерсии Педа
      - Эльфрит король Дейры в 656—664 годах; мать: Риммелт Регедская; жена: Кинебурга, дочь короля Мерсии Пенды
      - Эгфрит король Нортумбрии в 670—685 годах; мать: Энфледа Дейрская; 1-я жена: Этельдреда, дочь короля Восточной Англии Анна[34]; 2-я жена: Эорменбург
        - Эгберт мать: Эорменбург
        - Ослак[35]
          - Алун[35]
            - Адлсинг[35]
              - Эхун[35]
                - Ослаф[35]

      - Эльфвине король Дейры в 670—679 годах[36]; мать: Энфледа Дейрская
      - Острит мать: Энфледа Дейрская; муж: король Мерсии Этельред I
      - Элфлед (род. ок. 654 года) аббатиса Уитби[37]; мать: Энфледа Дейрская

    - Освуд[23]
    - Ослаф[23]
    - Оффа[23]
    - Эбба аббатиса Колдингема[38]
- Белрик[23]
- Теодрик король Берниции в 572—579 годах[23]
  - NN (сыновья)[39]
- Теодхер[23]
- Осмер[23]
- Огга (Огг)[40] (незаконнорождённый)[25]
  - Эльдхельм[40] (Эдрик[35])
    - Эгвальд (Эгвульф)[41]
      - Эдвульф I (ум. в 717 году) король Нортумбрии в 704—705 годах
        - Эрнвин (убит в 740 году)[32]
          - Эрдвульф (ум. в 774/775 году); элдормен[32]
            - Эрдвульф король Нортумбрии в 796—806 годах и 808—810 годах
              - Энред король Нортумбрии в 810—841 годах
                - Этельред II король Нортумбрии в 841—844 годах и 844—848 годах

      - Леодвальд[40]
        - Кутвин[40]
          - (Кута)[40]
            - Коэнред король Нортумбрии в 716—718 годах
            - Кеолвулф (ум. в 765 году); король Нортумбрии в 729—737 годах[42]

        - Эта
          - Эдберт (ум. в 768 году); король Нортумбрии в 737—758 годах
            - Осгифу (дочь Эдберта или Освульфа)[43][44]; муж: Элхред, король Нортумбрии в 765—774 годах
            - Освулф король Нортумбрии в 758—759 годах
              - Эльфволд I король Нортумбрии в 779—788 годах
                - Эльф (убит в 791 году))
                - Эльфвин (убит в 791 году)
                - Берн (убит в 780 году)

          - Эгберт, архиепископ Йоркский в 732—766 годах
          - Эгред (ум. до 732 года)[45]
            - Освин (убит в 761 году)
- Элрик (Альрик)[23] (незаконнорождённый)[25]
  - Блекмон[46]
    - Боза[46]
      - Беорнхом (Бирнхом)[46]
        - Энвин[46]
          - Элхред (ум. после 774 году); король Нортумбрии в 765—774 годах; жена: Осгифу Нортумбрийская
            - Осред II (казнён в 792 году); король Нортумбрии в 788—790 годах
            - Алькмунд (убит ок. 800 года); святой, принц-мученик[47]
- Эдрик[35]
- Эгга (незаконнорождённый)[25]
- Освальд (незаконнорождённый)[25]
- Согор (незаконнорождённый)[25]
- Согетер (незаконнорождённый)[25]
- Глаппа король Берниции в 559—560 годах (неопределённый, возможно, сын Иды)[48]
- Фритувальд король Берниции в 579—585 годах (неопределённый, возможно, сын Иды)[48]
- Хусса король Берниции в 585—593 годах (неопределённый, возможно, сын Иды)[48]
  - Херинг (ум. после 603 года)[28][49]

## Комментарии
1. ↑  Некоторые историки датируют захват Дейры 593 годом, считая, что она была завоёвана Этельфритом сразу после его прихода к власти в Берниции.